# بيتر بروغل الأصغر
بيتر بروغل الأصغر (بالهولندية: Pieter Brueghel the Younger) هو رسام ونقاش فلمنكي ولد في سنة 1564 أو 1565 في مدينة بروكسل وهو ابن الرسام المشهور بيتر بروغل الأكبر وشقيق يان بروغل الأكبر، توفي في يوم 10 أكتوبر 1636.

## معرض صور

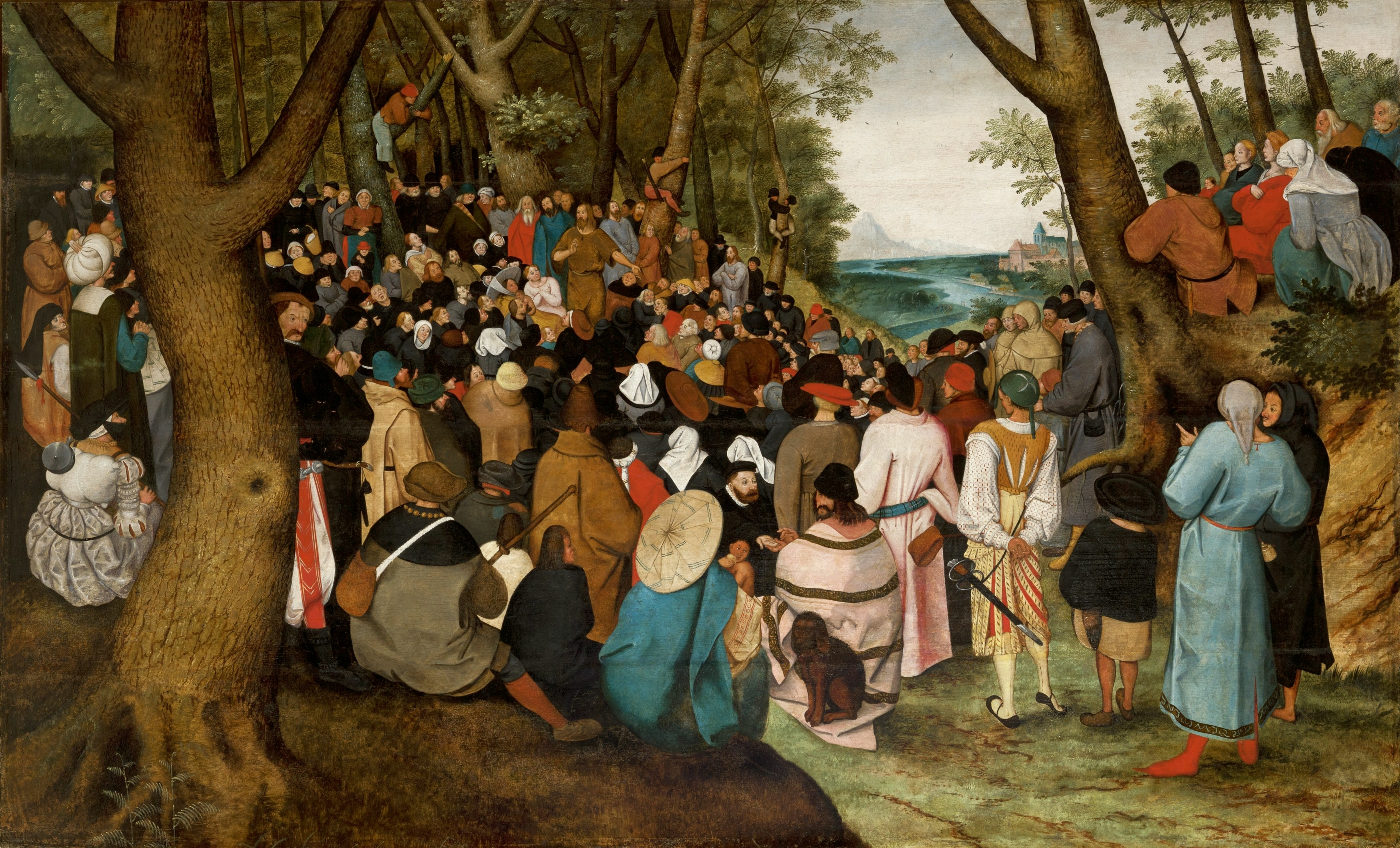
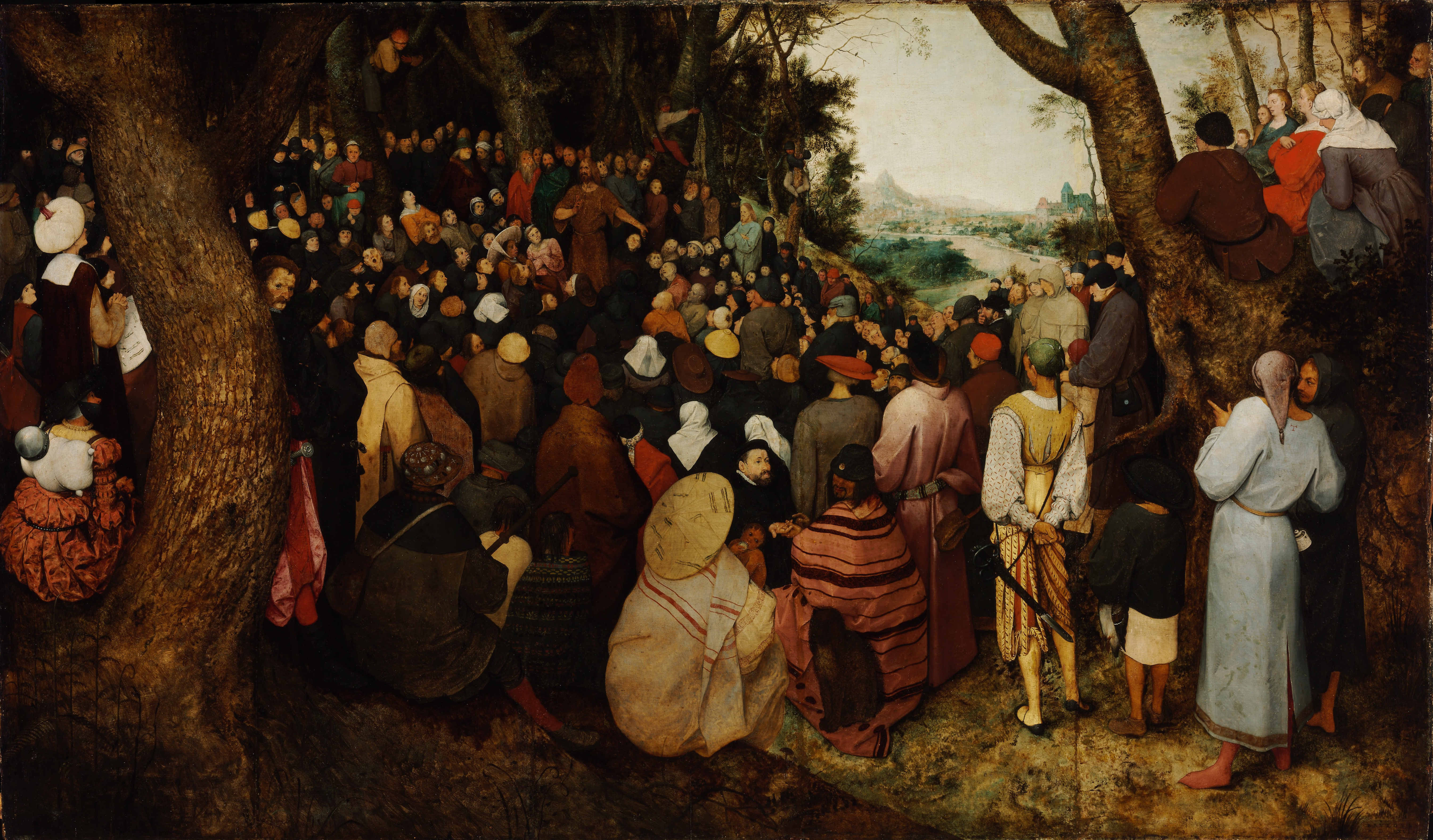
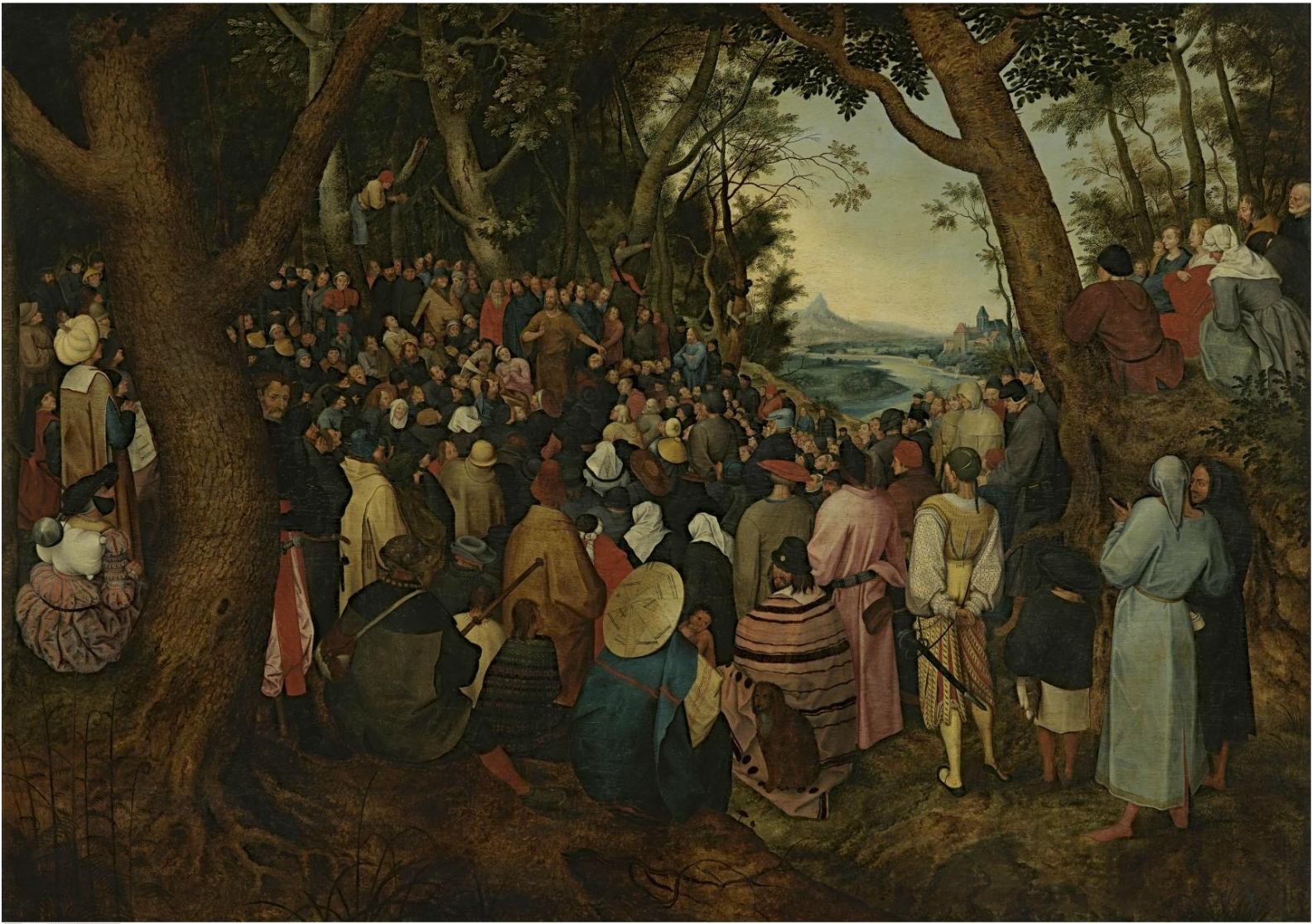

## روابط خارجية
- بيتر بروغل الأصغر على موقع الموسوعة البريطانية (الإنجليزية)
- بيتر بروغل الأصغر على موقع ميوزك برينز (الإنجليزية)
- بيتر بروغل الأصغر على موقع ديسكوغز (الإنجليزية)